# Štiavnica (dolina)
Štiavnica je údolí v Ďumbierských Tatrách.
Navazuje na Jánskou dolinu a vede jižním směrem až pod Bocianske sedlo, kde se obloukem stáčí na západ a obchází východní výběžek Štiavnice. Údolí tak končí na severním úpatí stejnojmenného vrchu, pod chatou M. R. Štefánika. Po celé délce jím protéká potok Štiavnica a vede i modře značený turistický chodník z Liptovského Jána ke důležité křižovatce v Ďumbierském sedle.